# Aconiázida
La aconiázida es un profármaco antituberculoso.